# حدق غباري
حدق غباري أو شَرْجَبانُ أو شُرْجَبانُ أو طماطم مر أو مر كروي أو تفاح مر أو تفاح شوكي (الاسم العلمي: Solanum incanum)، نوع من الحدق يستوطن أفريقيا جنوب الصحراء والشرق الأوسط، شرقًا إلى الهند. وقد يتم الخلط بينه وبين حدق لينانوم المماثل له حيث تتداخل نطاقاتها في إفريقيا. في الهند القديمة، تم تدجين الحدق الغباري في الباذنجان.

## التوزيع الجغرافي
توجد في تايوان، إسرائيل، فلسطين، كينيا، تنزانيا، الصومال، مصر، جنوب أفريقيا، الهند، سلطنة عمان، بنين، الغابون، نيجيريا، إثيوبيا، السنغال، بوركينا فاسو، ناميبيا، أوغندا، مدغشقر، جمهورية الكونغو الديمقراطية، تشاد، اليمن، السودان، الولايات المتحدة، غينيا، أستراليا، السعودية، الصين، جيبوتي، زامبيا، النيجر، الكاميرون، موزمبيق، توغو، مالاوي، بوتسوانا، بورندي، ساحل العاج، إريتريا، سيريلانكا، أفغانستان، مالي، زيمبابوي، باكستان، غانا، ليسوتو، الأردن، إيران، البيرو، المكسيك، الإمارات، اليابان.